# Перси-Френч, Кэтлин
Екатерина Максимилиановна Перси-Френч (Kathleen Emily Sophie Alexandra Percy ffrench, 20 июня 1864, Париж — 1 января 1938, Харбин) — русско-ирландская благотворительница, богатая помещица Симбирской губернии. Владелица средневекового башенного дома в Монивее.

## Биография
Дочь потомственной симбирской дворянки Софьи Александровны Киндяковой (1832—1902) от её брака (с 17 апреля 1863 года) с ирландским дворянином Робертом Максимилианом Перси-Френч (1833—1896). Их семейная жизнь не была долгой. Нервная и неуравновешенная по натуре Софья Александровна (она была зависима от морфия) через несколько лет навсегда уехала от мужа.
После развода родителей Екатерина вместе с матерью жила в Симбирске в доме богатого деда — полковника Александра Львовича Киндякова (1805-1884; племянник П. В. Киндякова). Позже несколько лет провела в Европе со своим отцом, обучалась в закрытом аристократическом пансионе в Англии. Свободно говорила на английском, французском и немецком языках.
Отмена крепостного права (1861) отрицательно сказалось на финансовом положении Киндяковых. В 1884 году после смерти Александра Львовича во владение имением вступила Софья Александровна, которая, не захотев вникать в хозяйственные проблемы, стала безоглядно прожигать полученное наследство. Когда Екатерине исполнился 21 год, она уехала в Париж к отцу и поступила в Сорбонну. Условием своего возвращение она назвала единоличное управление имением Киндяковых. Родные уступили, и вскоре Екатерина вернулась в Россию.
В 1896 году умер отец Екатерины, Максимилиан Перси-Френч, завещав единственной дочери замок Монивей и дом в Лондоне. В 1899 году, после кончины бездетной двоюродной бабушки, она унаследовала усадьбу в Тереньге, стекловаренный завод в Русской Темрязани, водяную мельницу и огромные наделы земли в Сызранском и Сенгилеевском уездах. Таким образом в начале XX века Перси-Френч стала едва ли не самым крупным землевладельцем в Симбирской губернии. Её состояние оценивалось в 50 миллионов рублей. В «экономии» Екатерина Максимилиановны были высокопродуктивный бестужевский скот, каракулевые овцы, конезавод (в с. Головино), швейное ателье, фруктовая оранжерея.
В 1900 году крестьяне деревни Отрада выкупили у неё землю, которой семья Киндяковых владела с 1785 года.
В 1903 году она купила в Симбирске один из престижных домов по улице Московской (ныне ул. Ленина, 61) (Дом Перси-Френч), в котором создала картинную галерею, впоследствии ставшую основой художественного музея, а в 1912 году заказала симбирскому архитектору Шодэ проект беседки, которую установила как памятник писателю Гончарову, некогда гостившему в их имении в сельце Киндяковка.
С 1906 года Перси-Френч возглавляла Симбирское общество христианского милосердия, опекала общину сестер Красного Креста, принимала деятельное участие в открытии и содержании госпиталей, бесплатных столовых и раздаточных продовольственных пунктов в губернии, покровительствовала искусству. Стала почётной попечительницей  «Симбирской женской гимназии, учрежденной Т. Н. Якубович» («Гимназия Т. Н. Якубович»).
В 1911 году был создан Комитет по постройке Церкви Святой Марии во главе с Е. М. Перси-Френч и куратом И. Ундерисом. 
Среди старожилов Винновки сохранилось предание, согласно которому Е. М. Перси-Френч, став владелицей имений в России и Англии, не могла выйти замуж в России, так как тогда она потеряла бы имение в Англии, а в Англии она не могла выйти замуж потому, что тогда она потеряла бы свои владения в России.
Вся Винновская роща, в которой находилась её усадьба, была окопана рвом и земляным валом, слабые следы, которых ныне местами ещё сохранились. Переступать эту границу кому бы то ни было строго воспрещалось. За этим следили конные черкесы с нагайками. Посещение Винновской рощи горожанам разрешалось только по специальным билетам, которые продавались в магазине Гельда, находившемся на Дворцовой улице, близ её пересечения с улицей Гончарова. Для посетителей рощи были установлены строгие правила: не рвать цветов, не ломать кустов и деревьев, не разжигать костров и т.п. Нарушение этих правил влекло за собой удары черкесской нагайки.
В Симбирске её имением управлял Пётр Михайлович фон-Брадке, с которым она жила гражданским браком. Ему она построила небольшой каменный дом на Покровской улице (ныне ул. Л. Толстого) немного ниже Дома Х. Г. Штемпеля. Фон-Брадке — сын жандармского генерала, был практически хозяином усадьбы Перси-Френч в Винновской роще. 
Революция пришла в Симбирск в 1918 году. В письме к знакомым Екатерина Максимилиановна так охарактеризовала происходящее: «Силы небесные ! Это же не революция в полном смысле этого слова. Варвары, и в особенности их молодое поколение, набросились на мои поместья, на плоды моего многолетнего труда и за три дня разрушили храм созидания, искусства, науки и благородства, на восстановление которого уйдет три столетия, да и то вряд ли его удастся воскресить все в прежнем великолепии». Таким образом, имение Перси-Френч было полностью разграблено, а сама хозяйка оказалась в тюрьме сначала Симбирской, потом Московской. «Нестерпимая духота напоминала мне катакомбы в Венеции. Еда состояла из зловонной селедки и протухшей капусты. Мне стало дурно, когда я вошла в камеру. Шум стоял неописуемый и днем, и ночью. Меня мутило от голода. Три месяца мне не удавалось нормально выспаться. А освободили меня без каких-либо разъяснений и извинений. Просто-напросто мне объявили, что направленный материал не давал достаточных оснований для моего ареста. Итак, через три месяца я оказалась на улице. Без копейки денег». 
Перси-Френч видели с бидончиком на улице Симбирска. «Видно она тогда за молоком шла», — сказали они. И. Н. Бурмистров рассказал, что в симбирской газете того времени было напечатано, что бывшая крупная помещица Перси-Френч разносит по городу служебные пакеты в качестве рассыльной управления Волго-Бугульминской железной дороги. Таким образом «госпожа» «опролетаризировалась», стала трудящейся. Но это, видимо, было коротким эпизодом её жизни.

Некоторые исследователи[кто?] считают, что к освобождению Екатерины Максимилиановны был причастен её троюродный брат, Конрад O’Брайен Френч, ставший прообразом знаменитого Агента 007 Джеймса Бонда. Известно, что зимой 1920 года, когда Перси-Френч оказалась в Финляндии в штабе Британского Красного Креста, они встретились. Сохранились даже воспоминания Конрада об этой встрече:«Она больше не походила на элегантную состоятельную леди, а скорее напоминала маленькую старушку, утомленную душой и телом. Неторопливо и обстоятельно она поведала мне свою историю, описав свои злоключения и страдания, разрушившие ее жизнь. Немногим, лишившимся в этом мире всего и вынужденным вновь пробивать себе дорогу в жизни, удается пройти это испытание…»
Из Финляндии Екатерина Максимилиановна перебралась в свое имение Монивей, но не смогла найти общего языка с двоюродной сестрой, которая там заправляла. Покинуть Ирландию её подтолкнула и начавшаяся национально-освободительная революция. В сентябре 1920 года она выехала во Владивосток с желанием встретится со своим гражданским мужем — Петром Михайловичем фон-Брадке, а оттуда в Харбин, где осело много русских белоэмигрантов.
Екатерина Перси-Френч умерла в Харбине 1 января 1938 года в возрасте 74 лет. Согласно завещанию, она была похоронена в фамильной усыпальнице в Монивее рядом с могилой отца. Само имение она завещала ирландской нации. С её смертью закончилась симбирская ветвь дворянского рода Киндяковых.
- Усадьба Екатерины Перси-Френч в Тереньге
- Дом Е. М. Перси-Френч, в котором в 1903 году она разместила картинную галерею.(Ул. Ленина, 59)
- Метрическая запись о браке Софьи Александровны Киндяковой (1834-1902) и английского дипломата Роберта Максимилиана Перси-Френча (1863)
- Дореволюционная открытка: Окрестности Симбирска — Киндяковка. Роща и господский дом.